# Wilhelm Schäfer (Informatiker)

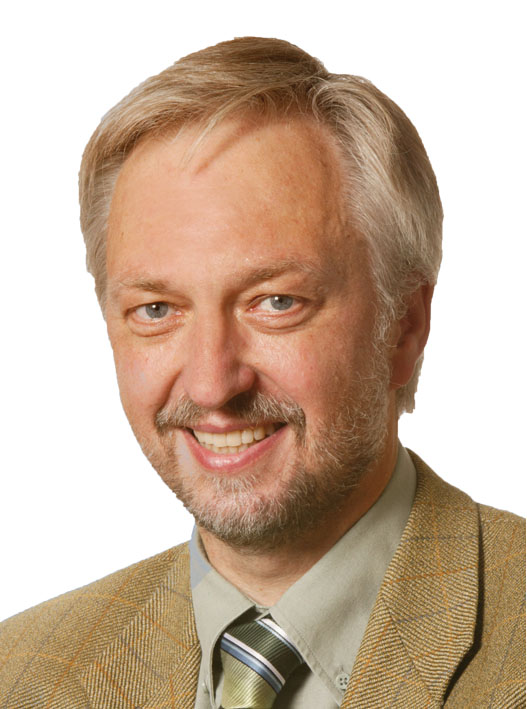
Wilhelm Schäfer

Wilhelm Schäfer (* 16. August 1954 in Kettwig) ist ein deutscher Informatiker und war vom März 2015 bis Juni 2017 Präsident der Universität Paderborn. Zuvor war er Inhaber des Lehrstuhls Softwaretechnik am Heinz Nixdorf Institut der Universität Paderborn.

## Werdegang
Schäfer schloss sein Studium im Jahr 1981 als Diplom-Informatiker an der Universität Dortmund ab. 1986 promovierte er an der Universität Osnabrück im Bereich Softwaretechnik/ Softwarewerkzeuge. Im Anschluss führte er von 1986 bis 1987 eine Assistenzprofessur an der McGill-Universität in Montreal aus. 1987 baute Schäfer die Forschungs- und Entwicklungsabteilung der STZ Gesellschaft für Softwaretechnologie mbH auf und leitete diese bis 1990. Von 1991 bis 1994 war er Professor für Praktische Informatik (Softwaretechnik) an der Universität Dortmund und seit 1994 ist er Professor in demselben Fachbereich an der Universität Paderborn. Hier übte er bis 2014 das Amt des Vizepräsidenten für Forschung und wissenschaftlichen Nachwuchs aus. Am 1. März 2015 erfolgte die Ernennung Wilhelm Schäfers zum Präsidenten der Universität Paderborn. Aus gesundheitlichen Gründen stellte er sein Amt am 27. Juni 2017 zur Verfügung.

## Forschungsschwerpunkte
Die Schwerpunkte in der Forschungsarbeit von Schäfer waren:
- Musterbasierte, objektorientierte Spezifikation von Softwareprozessmodellen, insbesondere Konfigurationsmechanismen;
- Spezifikation adaptiver Reengineering-Prozesse und
- Integrative Spezifikationsumgebungen.

## Weitere Funktionen
Weiterhin ist Schäfer Sprecher der International Graduate School (Paderborn) und des Paderborn Institute for Advanced Studies in Computer Science and Engineering (PACE).
Er ist Geschäftsführer der Zukunftsmeile Fürstenallee Projektentwicklungsgesellschaft mbH in Paderborn.
2013 wurde er in die Deutsche Akademie der Technikwissenschaften (acatech) aufgenommen.